# Řád vojenské slávy
Řád vojenské slávy (bělorusky Ордэн Воінскай Славы) je nejvyšší vojenské vyznamenání Běloruské republiky. Založen byl roku 1995.

## Historie
Vyznamenání bylo založeno zákonem Nejvyšší rady Běloruské republiky č. 3726-XII ze dne 13. dubna 1995. Vzhled vyznamenání byl určen dekretem prezidenta Běloruské republiky č. 516 ze dne 6. září 1999. Později byl status vyznamenání upraven zákonem Běloruské republiky č. 288-3 ze dne 18. května 2004 O státních vyznamenání Běloruské republiky, který zároveň zrušil zákon z roku 1995.
Jediný Řád vojenské slávy byl udělen 31. prosince 2008 ministru obrany Běloruska Leonidu Malcau.

## Pravidla udílení
Řád se udílí vojákům Běloruské republiky za výjimečné zásluhy o velení a řízení vojsk, zachování jejich vysoké bojové připravenosti a odborného výcviku. Udílen je i za odvahu a obětavost projevenou při obraně vlasti a jejich státních zájmů při plnění jiných úředních povinností stejně jako za zásluhy o posílení vojenské komunity a vojenské spolupráce s dalšími státy. Udělen může být i organizacím a vojenským jednotkám Ozbrojených sil Běloruské republiky.
Řád pracovní slávy se nosí nalevo na hrudi. V přítomnosti dalších běloruských vyznamenání se nosí za Řádem vlasti.

## Insignie
Řádový odznak má tvar pěticípé hvězdy. Mezi jejími cípy jsou pětiúhelníky složené z paprsků. Velikost odznaku v průměru je 44 mm. Uprostřed hvězdy je kulatý medailon o průměru 23 mm. V medailonu jsou vyobrazeni dva vojáci, kteří symbolizují pozemní a vzdušené síly. Medailon je lemován kruhem, který je ve spodní části tvořen zlatavým dubovým věncem a v horní části je na zeleně smaltovaném pozadí nápis v cyrilici Воінская Слава. Zadní strana je hladká, uprostřed se sériovým číslem vyznamenání.
Řádový odznak je připojen pomocí jednoduchého kroužku ke kovové destičce ve tvaru pětiúhelníku potažené hedvábnou stuhou z moaré. Pravou část stuhy tvoří tři černé pruhy, mezi nimiž jsou dva stejně široké oranžové pruhy. Pravý okraj je lemován úzkým oranžovým proužkem. Odpovídá tak stuze sovětského Řádu slávy. Levou část stuhy tvoří širší červený a užší zelený pruh, které tak odpovídají provedení běloruské vlajky.